# Знак «25 лет победы в Великой Отечественной войне»
«25 лет Победы в Великой Отечественной войне» — нагрудный знак в СССР, учреждённый приказом МО СССР № 59 от 17 марта 1970 года.
Нагрудным знаком «25 лет победы в Великой Отечественной войне» за доблесть и отвагу были награждены все непосредственные участники Великой Отечественной войны, военнослужащие социалистических стран, а также главы военных делегаций братских стран, прибывшие в СССР на празднование Дня Победы 8 мая 1970 года.

## История

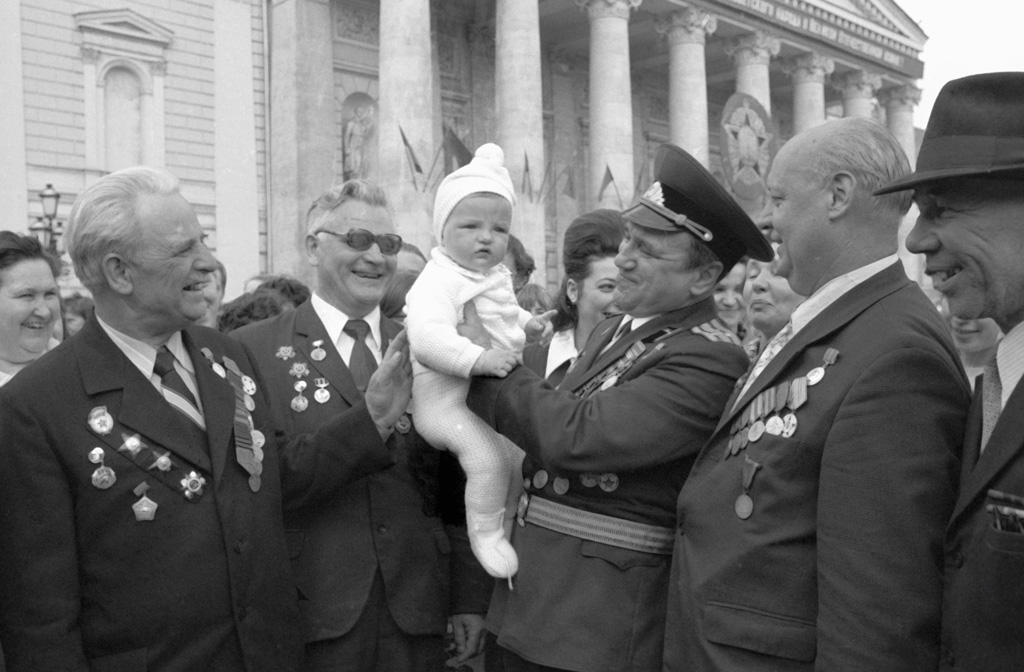
Ветераны Великой Отечественной войны у входа в Большой театр во время празднования 30-летия Победы, Москва, 9 мая 1975 года, видны знаки «25 лет Победы в Великой Отечественной войне».

Изначально знак задумывался как медаль в честь 25-летнего юбилея Победы. Разработка эскиза была поручена художнику Александру Борисовичу Жуку.
На одном из первоначальных эскизов А. Б. Жука медаль должна была при помощи ушка и кольца соединяться с пятиугольной колодкой, обтянутой шёлковой муаровой лентой зелёного цвета с продольными полосами чёрного и оранжевого цвета по середине.
Позже возникла масса возражений, так как изготовление медали выливалось в крупную сумму денег, и никто не хотел принимать расходы. Министерство обороны СССР, подсчитав расходы, решило ограничиться знаком из более дешёвого лёгкого металла.
На бланке удостоверения к знаку стоит: «За доблесть и отвагу в Великой Отечественной войне».
Этот знак был очень популярным у ветеранов войны. Позже его так и стали называть: знак «Ветеран войны».

## Описание
Пятиконечная звезда с гранёными лучами. В центре знака находится фигура воина. В левой руке он держит ППШ-41, в правой руке — древко, на котором развевается красный флаг, развёрнутый влево. В крыже находится изображение красной звезды и серпа и молота под ней. Развернувшись вправо, на запад, советский воин правой ногой наступает на чёрного орла фашистской Германии. Правее древка в две строки стоят даты: «1945—1970». В нижней части знака на красной ленте надпись: «25 лет победы в войне 1941—1945 гг.»
При помощи ушка и кольца знак крепится к семистороннему щитку. На щитке изображена гвардейская лента, на которую наискосок наложена лавровая ветвь.
Размер 64×37 мм.
Крепление при помощи булавки на щитке.

## Варианты исполнения
Знак изготавливался двух типов: в тяжёлом металле с «горячей» эмалью, и лёгком сплаве с «холодной» эмалью и краской. На обоих типах покрытие нанесено путём оксидирования. Встречаются золотистые и серебристые варианты награды; из томпака и алюминия.
В связи с огромным количеством награждений знак изготавливался не только на Московском заводе «Победа», но и в Ленинграде и других городах.
Существует более десятка разновидностей знака.

## Порядок ношения
Награда носится на правой стороне груди, ниже орденов и выше остальных знаков.
Допустимо ношение орденской планки с лентой медали «За победу над Германией в Великой Отечественной войне 1941—1945 гг.» на правой стороне груди на 1 см выше знака за окончание учебного заведения.
На практике носили планку с косой гвардейской лентой на желтом фоне (повтор расцветки колодки) ниже планок иных наград.